# Проспект Испытателей (Санкт-Петербург)

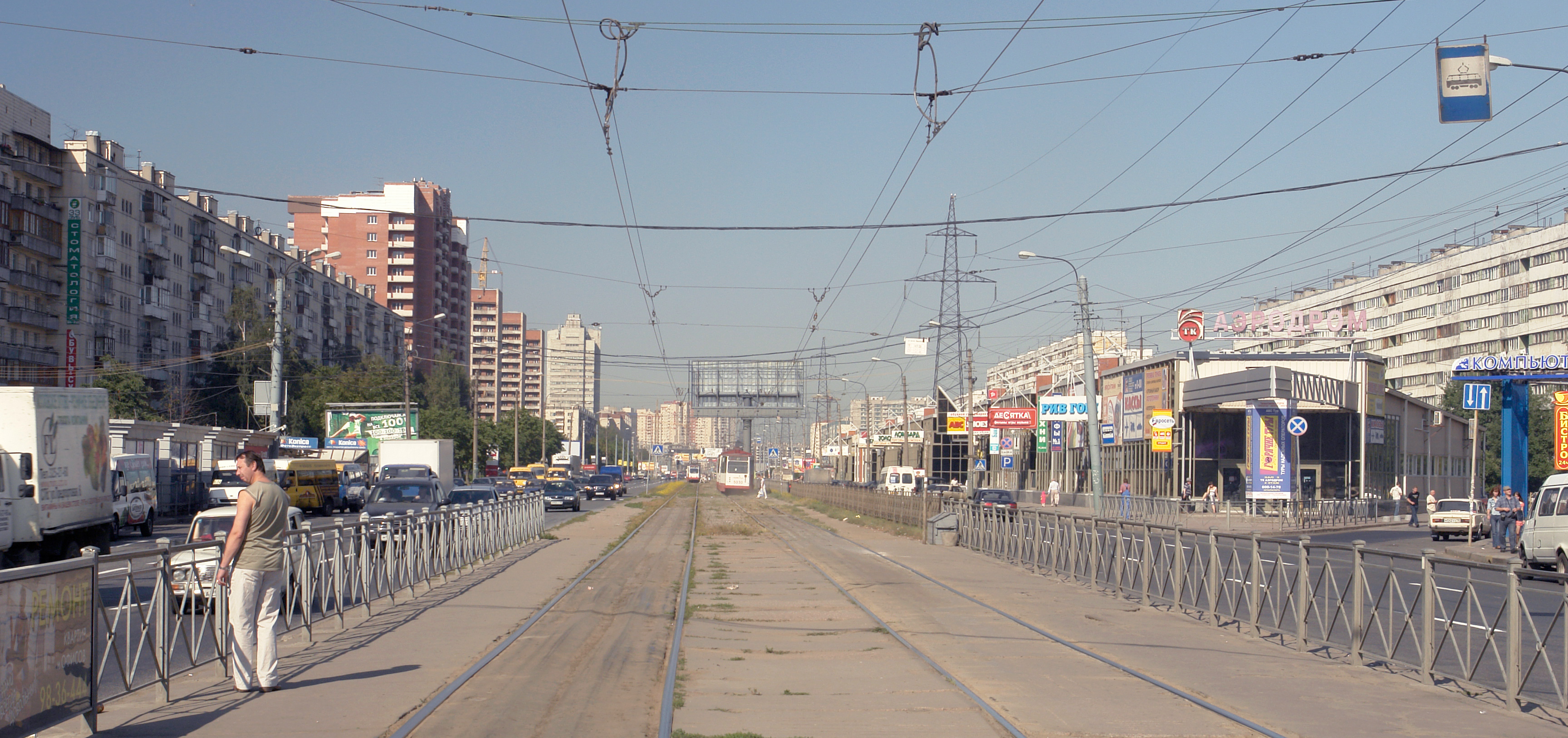
Вид в сторону Комендантской площади с Коломяжского проспекта

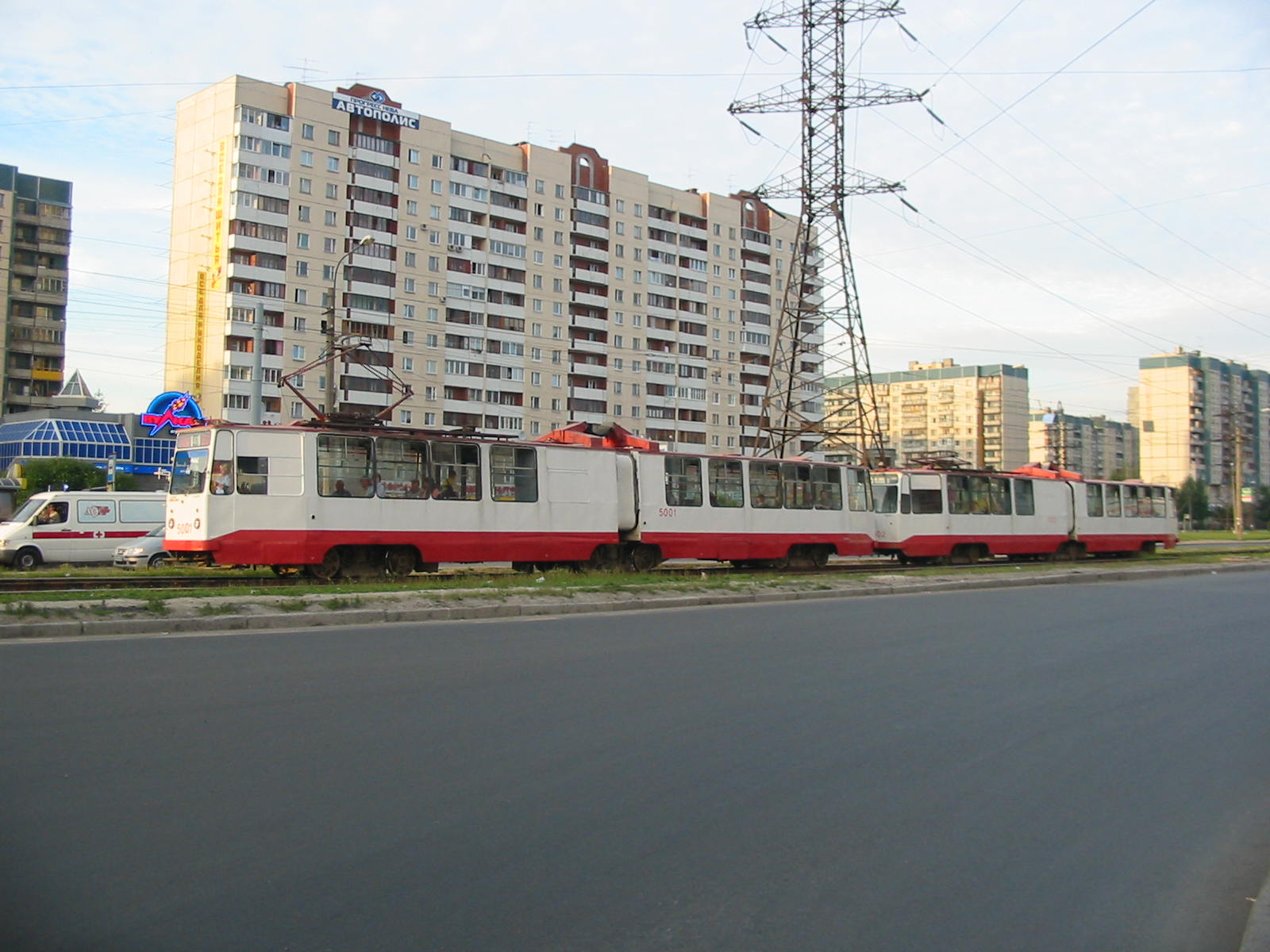
Трамвай на проспекте Испытателей у Комендантской площади

Проспект Испыта́телей — широтная магистраль в Выборгском и Приморском административных районах Санкт-Петербурга. Проходит от Светлановской площади до Комендантской площади, по территории бывшего Комендантского аэродрома.

## История
Название присвоено 2 ноября 1973 года в память об испытателях-воздухоплавателях.
Участок от Светлановской площади до Коломяжского рынка до 20 июля 2010 года относился к Богатырскому проспекту и был включён в состав проспекта Испытателей из-за путаницы в нумерации домов. Данный участок является частью Центральной дуговой магистрали.

## Пересечения
С востока на запад (по увеличению нумерации домов) проспект Испытателей пересекает следующие магистрали:
- Светлановская площадь (с проспектами Энгельса, 2-м Муринским и Светлановским);
- Выборгское направление Октябрьской железной дороги (проспект проходит под железнодорожным мостом);
- Богатырский проспект;
- улица Марка Галлая;
- Коломяжский проспект;
- Серебристый бульвар;
- Байконурская улица;
- проспект Сизова;
- улица Маршала Новикова;
- Комендантская площадь (с Комендантским проспектом и улицами Уточкина, Ильюшина и Гаккелевской).

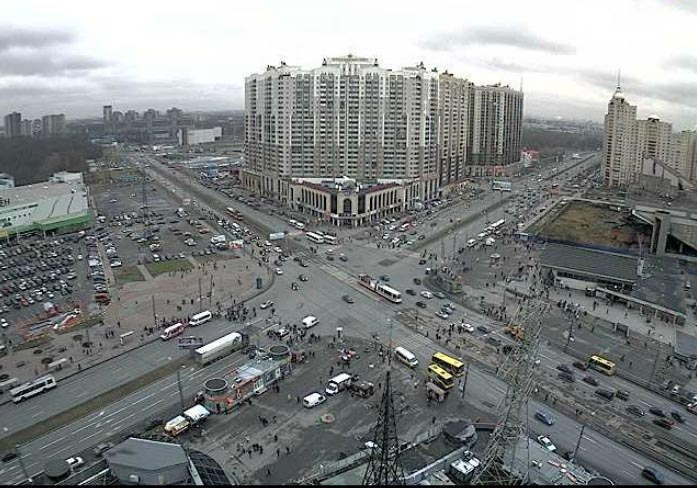
Вид на перекрёсток проспекта Испытателей (слева вверху) и Коломяжского проспекта

## Транспорт
На углу проспекта Испытателей и Коломяжского проспекта расположен наземный вестибюль станции метро «Пионерская». Вблизи конца проспекта, — у Комендантской площади, расположен выход со станции метро «Комендантский проспект».
На всём протяжении проспекта действует трамвайная линия, а также осуществляется движение автобусов. На участке от Светлановской площади до Коломяжского проспекта существует троллейбусная линия.

## Общественно-значимые объекты
- Удельный парк — примыкает к проспекту на участке от Светлановской площади до улицы Марка Галлая
- Ленгидропроект — дом 22